# توماس برویچ
توماس برویچ (به انگلیسی: Thomas Broich) (متولد ۲۹ ژانویه ۱۹۸۱) فوتبالیست سابق آلمانی است که به عنوان هافبک هجومی بازی می‌کرد. بروچ برای واکر بورگهاوزن، بوروسیا مونشن گلادباخ، باشگاه فوتبال کلن، و باشگاه فوتبال نورنبرگ در آلمان به میدان رفته و بازی کرده‌است. در سال ۲۰۱۰، او به لیگ استرالیا رفت و به باشگاه فوتبال بریزبن رور پیوست و در آنجا هفت فصل را قبل از بازنشستگی گذراند.
او دو بار قهرمان لیگ قهرمانان اروپا، دو بار قهرمان لیگ قهرمانان آسیا، دو بار برنده مدال گری ویلکینز و برنده مدال جو جو مارستون ۲۰۱۴ شده‌است، بروچ یکی از بزرگترین بازیکنان در تاریخچه A-League با ۶۶ پاس گل است.